# Méligny-le-Petit
Méligny-le-Petit är en kommun i departementet Meuse i regionen Grand Est (tidigare regionen Lorraine) i nordöstra Frankrike. Kommunen ligger i kantonen Void-Vacon som tillhör arrondissementet Commercy. År 2022 hade Méligny-le-Petit 74 invånare.

## Befolkningsutveckling
Antalet invånare i kommunen Méligny-le-Petit
| Referens: INSEE |